# The Time Machine (2002)
The Time Machine is een Amerikaanse sciencefictionfilm uit 2002, gebaseerd op de roman de Tijdmachine van H.G. Wells. De film werd geregisseerd door Wells' achterkleinkind Simon Wells. Hoofdrollen werden vertolkt door Guy Pearce, Jeremy Irons, Orlando Jones, Samantha Mumba, Mark Addy, Sienna Guillory, en Phyllida Law.

## Verhaal
De film draait om Alexander Hartdegen, een wetenschapper die woont in het New York van 1899. Hij is geobsedeerd door het idee van tijdreizen. Zijn radicale theorieën hierover brengen zijn baan als professor aan de Columbia-universiteit in gevaar.
Op een avond heeft hij een ontmoeting met zijn verloofde Emma. Hij wil haar tijdens een wandeling in het park ten huwelijk gaan vragen. Het gaat echter gruwelijk mis: de twee worden overvallen door een straatrover, en Emma wordt door hem doodgeschoten. Ze sterft in Alexanders armen.
In de vier jaar daarna werkt Alexander zijn theorie over tijdreizen verder uit, en bouwt een werkende machine. Hij wil met deze machine Emma’s dood ongedaan maken. Hij reist terug naar die bewuste avond vier jaar geleden, en zorgt ervoor dat hij en Emma op tijd het park verlaten. Emma komt echter alsnog om het leven wanneer ze wordt overreden door een paard en wagen. Tot zijn schok beseft Alexander dat zelfs als hij Emma’s ene dood voorkomt, ze op een andere manier aan haar einde zal komen. Hij besluit verder naar de toekomst te reizen in de hoop dat men daar een antwoord kan geven op de vraag waarom hij Emma’s dood niet kan voorkomen.
Alexander reist af naar het jaar 2030. Hier belandt hij in de New Yorkse bibliotheek, waar hij een gesprek aanknoopt met de Vox 114, een supercomputer die middels een hologram van een mens aan iedereen informatie verstrekt. De machine beweert echter dat tijdreizen onmogelijk is. Gefrustreerd dat hij in 2030 geen antwoorden heeft gevonden, reist Alex nog eens zeven jaar verder vooruit. Hier belandt hij echter in een totale chaos. Straten zijn verlaten, en militairen zijn bezig iedereen te evacueren. Het blijkt dat de mens geprobeerd heeft de maan geschikt te maken voor kolonisatie, maar hierbij hebben ze de baan van de maan uit balans gebracht waardoor de maan nu uiteen valt en grote stukken puin op de aarde inslaan. Alexander vlucht terug naar zijn machine, maar zodra hij hem activeert valt er een stuk steen op zijn hoofd en verliest hij het bewustzijn. De tijdmachine begint ongecontroleerd vooruit te reizen. Tegen de tijd dat Alexander weer bijkomt en zijn machine tot stilstand brengt, is hij in het jaar 802.701 beland.
Alexander wordt wakker in een dorpje van een groep mensen die leven als jager-verzamelaars. Ze noemen zich de Eloi. Alexander wordt begroet door een vrouw genaamd Mara, een van de weinige Eloi die "de oude taal" (Engels) spreekt en dus met hem kan communiceren. Ze introduceert hem in de Eloi-gemeenschap. Alexander vertelt wie hij werkelijk is, en maakt zich klaar om terug te gaan naar huis. Hierop smeekt Mara hem of Alexander haar jongere broer Kalen mee wil nemen, daar het hier te gevaarlijk voor hem is. Voordat Alexander kan vertrekken wordt de groep aangevallen door Morlocks, monsterlijke wezens die de Eloi als voedsel gebruiken. Ze vangen Mara en nemen haar mee. Ook stelen ze Alexanders machine.
Alexander wil Mara koste wat het kost gaan redden. Volgens Kalen weet "het spook" waar de Morlocks zich ophouden. Dit spook blijkt de Vox 114 te zijn, die nog altijd in de ruïnes van de bibliotheek staat en al die eeuwen geactiveerd is gebleven dankzij zijn eigen energiebron. Hij vertelt Alexander dat de Eloi en de Morlocks allebei afstammen van de oude mensheid. Na de ramp met de maan is de mens opgesplitst in een groep die besloot in de ondergrondse schuilplaatsen te blijven, en een groep die ervoor koos weer bovengronds te gaan wonen. Met Vox’ hulp vindt Alex de ondergrondse schuilplaats van de Morlocks. Hier wordt hij naar de Morlock-leider gebracht. Hij vertelt Alex over hoe de Morlock-gemeenschap is onderverdeeld in verschillende kastes. De jagers die Alex tot nu toe heeft ontmoet zijn de laagste kaste. Hijzelf behoort tot de hoogste groep, van intelligente en zelfs telepathisch begaafde Morlocks.
De Über-Morlock geeft Alex eindelijk het antwoord op zijn vraag rondom Emma. Hij kan haar dood niet voorkomen aangezien hij dan een paradox zou creëren. Alex had immers wel plannen voor de tijdmachine, maar het was Emma’s dood die hem ertoe aanzette deze plannen daadwerkelijk uit te voeren. Als hij haar dood zou voorkomen, zou hij nooit de machine hebben gebouwd. Vervolgens geeft hij Alex zijn machine terug, en beveelt hem te vertrekken nu hij het antwoord op zijn vraag heeft.
Alexander wil echter de Eloi niet aan hun lot overlaten. Hij springt in zijn machine, en sleurt de Über-Morlock met zich mee. Hij reist verder en verder de toekomst in, en onderweg gooit hij de Über-Morlock uit de machine. Door het energieveld om zijn machine ziet hij de Über-Morlock ouder worden en sterven. Alex stopt zijn machine in het jaar 635.427.810. Hier ziet hij een verwoest landschap, geheel gedomineerd door de Morlocks.
Alexander accepteert eindelijk dat hij Emma niet kan redden. Hij gaat terug naar 802.701. Daar activeert hij zijn machine in de grot van de Morlocks, maar gebruikt zijn zakhorloge om het raderwerk te blokkeren. De machine ontploft en de ontploffing doodt alle Morlocks. Daar hij nu vastzit in deze tijd, begint Alex een nieuw leven op te bouwen met Mara. Samen met Vox probeert hij de beschaving weer op te bouwen.

## Rolverdeling
| Acteur          | Personage           |
| --------------- | ------------------- |
| Guy Pearce      | Alexander Hartdegen |
| Mark Addy       | David Philby        |
| Phyllida Law    | Mrs. Watchit        |
| Sienna Guillory | Emma                |
| Max Baker       | Rover               |
| Orlando Jones   | Vox                 |
| Samantha Mumba  | Mara                |
| Omero Mumba     | Kalen               |
| Yancey Arias    | Toren               |
| Jeremy Irons    | Über-Morlock        |

## Achtergrond

### Verwijzingen naar eerdere versies
De film bevat een aantal verwijzingen naar het boek en de eerdere verfilming. Zo ziet men in Alex’ huis een foto van H.G. Wells aan de muur hangen. Wanneer Alex Vox vraagt over tijdreizen, geeft die hem o.a. informatie over het boek de Tijdmachine en de verfilming van dit boek uit 1960. Alan Young, die in de eerste film meespeelde, heeft een cameo in deze film.

### Verwijderde scènes
- Een scène waarin Alex een schaalmodel van zijn machine demonstreert werd weggelaten uit de film.
- De scène in 2037 zou oorspronkelijk tonen hoe brokstukken van de maan een aantal wolkenkrabbers verwoesten. Dit vond men echter ongepast na de terroristische aanslagen van 11 september 2001.

### Effecten
De Morlocks werden grotendeels neergezet door acteurs in kostuums met animatron-maskers. Voor de lastige scènes, zoals die waarin de Morlocks op armen en benen lopen, werd computeranimatie gebruikt.
Veel van de tijdreisscènes zijn geheel met de computer getekend.

### Reacties
De film werd niet al te best ontvangen door critici. Op Rotten Tomatoes scoorde de film 28%. Veel critici vonden dat de film te veel afweek van de originele roman. Wel werden de visuele effecten uit de film geprezen.

## Prijzen en nominaties
- In 2002 won The Time Machine de World Soundtrack Award.
- In 2003 werd de film genomineerd voor een Academy Award voor beste make-up.